# Demografia Australiei

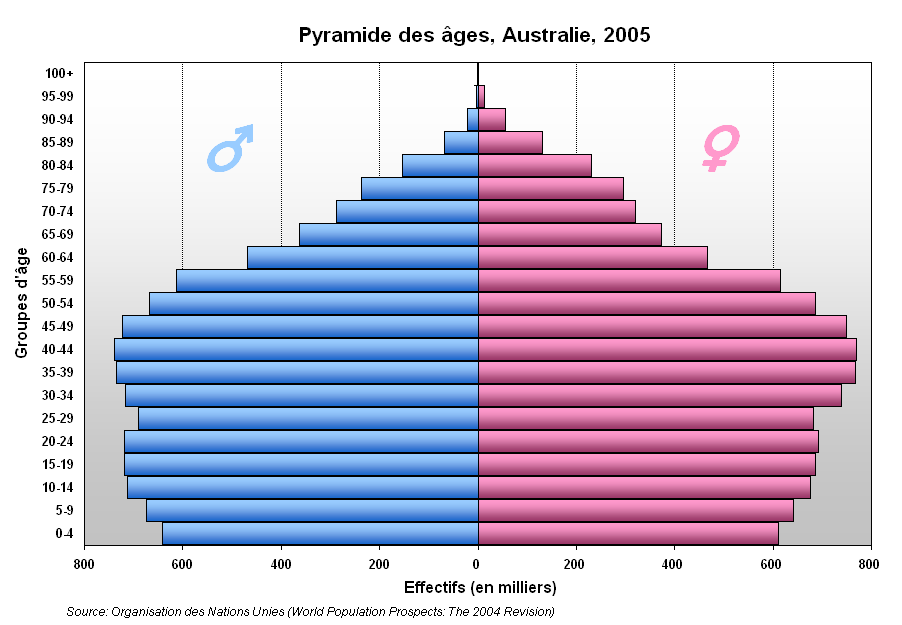
Piramidă de vârstă, Australia-2005

Majoritatea celor 20,6 milioane de australieni sunt descendenți ai coloniștilor englezi din sec 19 și 20, majoritatea din Marea Britanie și Irlanda. Populația Australiei s-a mărit de 4 ori de la sfârșitul războiului mondial, fiind influențată de un ambițios program de imigrare. După cel de-al II-lea război mondial și până în anul 2000, aproape 5,9 milioane din totalul cetățenilor s-au stabilit în regiune ca noi imigranți, însemnând că aproape 2 din 7 australieni s-au născut în afară. O mare parte din imigranți sunt calificați, dar cota imigrației include categorii pentru membri ai familiei și refugiați. În 2001, cei mai mulți dintre australienii născuți în afara țării au provenit din Marea Britanie, Noua Zeelandă, Italia, Vietnam și China. O dată cu desființarea în 1973 a sistemului ce restricționa imigrarea cetățenilor de culoare pe teritoriul australian, au fost stabilite numeroase inițiative din partea guvernului pentru a încuraja și promova armonia între rase bazându-se pe o politică multiculturală.

Populația indigenă - în mare parte aborigeni și locuitori ai insulelor situate în strâmtoarea Torres- număra în 2001  410,003 persoane (2,2% din totalul populației), consemnându-se astfel o creștere impresionantă față de 1976 (doar 115,953 de indigeni).

Procentul indigenilor australieni ce au la activ ani de închisoare sau sunt șomeri este mai mare decât în cadrul populației australiene. Nivelul de educație e scăzut și speranța de viață pentru femei și bărbați este cu 17 ani mai scurtă decât la un australian obișnuit. 

La fel ca toate țările puternic dezvoltate, Australia prezintă o îmbătrânire a populației, cu tot mai mulți pensionari și o forță de muncă mai scăzută. Un număr mare de australieni (759.849 pentru perioada 2002–2003) trăiește în afara țării. 
Engleza este limba națională, vorbită și scrisă ca  engleză australiană. Conform recensământului din 2001, engleza este limba vorbită în cadrul familiei de către 80% din populație. Următoarele limbi vorbite în cadrul familiei sunt chineza (2,1%), italiana (1,9%) și greaca (1,4%). O proporție considerabilă din numărul imigranților proveniți din prima și a doua generație vorbesc 2 limbi.

Se crede ca înainte de primul contact cu exploratorii europeni, erau în jur de 200-300 de dialecte aborigene. Acum, doar 70 dintre ele au supraviețuit și 20 sunt pe cale de dispariție. O limbă indigenă rămâne limba maternă pentru aproximativ 50.000 de oameni(0,25%). În Australia există un limbaj al semnelor numit Auslan, care este limba principală a aproximativ 6/500 de oameni cu disabilități de vorbire. 
 
Australia nu are o religie principală. Recensământul din 2001 a arătat că 68% dintre australieni sunt creștini (27% romano-catolici, 21% anglicani) și 5% nu cred în religii creștine. 16% au declarat că nu cred în vreo religie anume (umanism, ateism, agnostici, raționaliști) și 12% au refuzat să răspundă sau nu au dat un răspuns adecvat intrepretării. Ca în multe alte țări vestice, nivelul participării active la slujbele religioase este mult mai scăzut decât datele furnizate; participarea săptămânală este de 1,5 milioane, aproximativ 7,5% din populație. 
Școala este obligatorie peste tot în Australia pentru cei cu vârste între 6-15 ani (16 ani în Tasmania, 17 ani în vestul Australiei) atingându-se astfel un grad de alfabetizare de 99%. Sunt aproximativ 38 de universități de stat care primesc finanțare din partea guvernului. 
Lista etniilor din Australia
- Asiato-australieni
- Africano-australieni
- Bosnio-australieni
- Greco-australieni
- Euro-australieni
- Latino-americano-australieni

## Structura pe vârste
- 0-14 ani: 19,6% (sex masculin 2.031.313/sex feminin 1.936.802)
- 15-64 ani: 67.3% (sex masculin 6.881.863/sex feminin 6.764.709)
- 65 ani și mai mult: 13.1% (sex masculin 1.170.589/sex feminin 1.478.806) (estimare 2006)

## Vârsta medie
- Total: 36.9 ani
- Bărbați: 36 ani
- Femei: 37.7 ani (estimare 2006)

## Rata creșterii populației
1,3%

## Speranța de viață la naștere
- Bărbați: 78.5 ani
- Femei: 82.5 ani

## Grupuri etnice
- Europeni 92%
- Asiatici 7%
- Aborigeni și alții 1%

## Gradul de alfabetizare
Grad de alfabetizare: 99% din totalul populației (99% dintre bărbați și 99% dintre femei).

## Religii și credințe
- Romano catolici 26,6%
- Anglicani 20,7%
- Alți creștini 20,7%
- Budiști 2,1%
- Arabi 1,5%
- Evrei 0,4%
- Altele 0,8%
- Fără religie 15,5%
- Nespecificate 11,7%
- Statistică incompletă - Aborigeni  % ?